# Кожевенная улица (Казань)
Кожевенная улица (тат. Күн урамы, Kün uramı) — улица в историческом районе Адмиралтейская слобода Кировского района Казани.

## География
Пересекается со следующими  улицами:
- Улица Несмелова
- Широкая улица
- Речная улица
- Иовлева улица
- Жуковка улица
- Поселковая улица

## История
До революции 1917 года состояла из двух частей: Зилантовский переулок/Зилантовская улица (участок улицы от Зилантовского монастыря до улицы Жуковка) и 2-я Екатерининская улица (от улицы Жуковка до современной улицы Несмелова); обе улицы относились к 6-й полицейской части. В 1914 году постановлением Казанской городской думы 2-я Екатерининская улица была переименована в Прибытковскую улицу, но реально это название не использовалось.
Решением Казгорсовета 2 ноября 1927 года две улицы были объединены; тогда же ей было присвоено современное название.
На 1939 год на улице имелось около 30 домовладений: №№ 1/3–9/5, 15–19/1 по нечётной стороне и №№ 2/5–32/5, 36–42 по чётной.
В первые годы советской власти административно относилась к 6-й части города; после введения в городе административных районов относилась к Заречному (с 1931 года Пролетарскому, с 1935 года Кировскому) району.

## Известные жители
В 90-х годах XX века на улице Кожевенной (дом № 43) проживал и тренировался в стрельбе штатный киллер организованной преступной группировки «Жилка», Алексей Снежинский.

## Примечательные объекты, организации
В начале XX века одно из зданий на улице принадлежало Казанскому обществу земледельческих колоний и ремесленных приютов; в этом здании располагались камера мирового судьи 5-го участка Казани и, в годы Первой мировой войны, — госпиталь Всероссийского союза городов.
- № 23, 48, 50 (снесены) — жилые дома Казанской железной дороги.[22][23][24]
- № 28, 30, 36 — жилые дома текстильно-галантерейной фабрики.[25][26]

### Комментарии
1. ↑  арабица: كون ورامىٰ, яналиф: Kyn uramь